# High Level Shader Language
L'High Level Shader Language o HLSL è un linguaggio sviluppato da Microsoft per la creazione di shader da usare in DirectX, ed è molto simile al linguaggio Cg di NVIDIA.
L'HLSL permette di scrivere complessi calcoli grafici che possono essere eseguiti molto velocemente dalla GPU, e rappresenta inoltre il primo passo per una pipeline grafica completamente programmabile. Un linguaggio analogo, il GLSL (OpenGL Shading Language), è presente nelle librerie grafiche OpenGL.

## Struttura dell'HLSL
L'HLSL nasce come risposta all'esigenza di scrivere shader più velocemente che con il linguaggio asm.
Questo ha una sintassi C-Like, con le dovute modifiche e integrazioni.

### Uno shader di esempio
```
float4x4 matTotal: worldviewprojection;
float4x4 matWorld: world;
texture Text;
sampler TextSampler = sampler_state
{
 texture = <Text>;
 MIPFILTER = linear;
 MAGFILTER = linear;
 MINFILTER = linear;
};
struct VS_OUT
{
 float4 Pos	:	POSITION;
 float2 Tex	:	TEXCOORD0;
};
struct VS_IN
{
       float4 Pos	:	POSITION;
       float2 Tex	:	TEXCOORD0;
};
VS_OUT vs_main	(VS_IN Input)
{
       VS_OUT Output = (VS_OUT) 0;
       Output.Pos = mul(Input.Pos,matTotal);
       Output.Tex = Input.Tex;
       return Output;
}
struct PS_IN
{
       float2 Tex	  : TEXCOORD0;	
};
float4 ps_main(PS_IN Input) : COLOR0
{
      return tex2D(TextSampler,Input.Tex);
}
technique SimpleShader
{
       pass P0
       {
               VertexShader = compile vs_2_0 vs_main();
               PixelShader = compile ps_2_0 ps_main();
       }
}
```

Questo semplice shader non fa altro che posizionare un oggetto e applicargli una texture.
Uno shader in HLSL è formato da technique, che a sua volta è formato da vari pass.
Nel pass poi si specificano quali funzioni devono essere utilizzate e quale versione dello shader.

## Come si utilizza uno shader

### Caricamento di uno Shader
Direct3D9 ha vari modi per creare uno shader.
Le operazioni da fare, fondamentalmente, sono caricare lo shader, immettergli i valori che chiede (nel caso dello shader sopra, ha bisogno della matrice totale, della texture dell'oggetto da renderizzare e della matrice world.
Nella libreria D3DX vi è la classe ID3DXEffect che gestisce uno shader. Senza questa classe, gli shader dovrebbero essere gestiti dalle classi IDirect3DVertexShader9 e IDirect3DPixelShader9
Per caricare uno shader si può usare la funzione D3DXCreateEffectFromFile che prende tra gli argomenti un char * che indica in nome del file .fx da caricare.
In alternativa è possibile usare D3DXCompileShaderFromFile o D3DXAssembleShaderFromFile, che compila e assembla uno shader da un file, creando una classe Pixel o Vertex Shader.

### Immissione dei valori richiesti
Una volta caricato lo shader, si devono immettere i valori che intende.
Nonostante ID3DXEffect fornisce varie funzioni di tipo set (SetTexture, SetMatrix, SetFloat), di solito si usa la funzione SetValue che prende un puntatore a void, il nome del valore da immettere e la dimensione del valore (che comunque è solo fittizio, viene usato solo per fare un confronto. Il più delle volte può essere inserita la macro D3DX_DEFAULT per evitare il controllo di dimensione e velocizzare il settaggio dei valori.)
Supponiamo che Shader un puntatore a ID3DXEffect e matTotale una matrice totale di proiezione (ossia il prodotto tra matrice world, view e projection)
```
Shader->SetValue("matTotal",&matTotale,sizeof(D3DXMATRIX);
Shader->CommitChanges();
```

Una volta immessi i vari valori, è necessario chiamare la funzione CommitChanges() per aggiornare lo shader.

### Utilizzo dello shader nel rendering
Nella funzione del rendering, sarà necessario utilizzare lo shader per poterne vedere i risultati, in questo modo.
Supponiamo che Shader sia il puntatore alla classe Shader, e sia Mesh un puntatore a una generica classe mesh.
```
Shader->Begin(0,NULL); //Prepara lo shader per il rendering
 Shader->BeginPass(0); //Seleziona il pass da eseguire (P0)
  Shader->SetTexture("text",Mesh->Texture); //Inserisce la texture. Si può usare anche setvalue
  Shader->CommitChanges(); //Aggiorna lo shader con i risultati
   Mesh->DrawSubset(i); //Disegna la mesh
 Shader->EndPass(); //fine del pass
Shader->End(); //fine dello shader.

```

### Versioni dell'HLSL
Il linguaggio HLSL si è evoluto nel tempo, arrivando a toccare 4 versioni principali e varie secondarie.
La differenza tra le versioni è essenzialmente il limite massimo di istruzioni, oltre a una serie di aggiunte importanti.